# Opus sectile
Opus sectile, опус сектиле (на латински: opus, опус – работа; sectile, сектиле – нарязани) е техника в изкуството, широко разпространена в Римска империя, при която цветни плочки с различни геометрични форми са инкрустирани в стени и подове, оформяйки изображение или различни мотиви. Използваните материали, мрамор, седеф и други, са били нарязвани на тънки елементи и след това полирани и вграждани в паното. Тази техника се различава от мозайката, при която отделните парчета са с еднаква големина и са много по-малки в сравнение с тези използвани при опус сектиле.